# 9 (альбом Эроса Рамазотти)
«9» (также выпускаемый под названиями «EROS9» и «ER9S») — студийный альбом итальянского певца и композитора Эроса Рамаццотти, выпущен компанией Bertelsmann Music Group 30 мая 2003 года.
Сингл «Un’emozione per sempre» из этого альбома возглавил чарты в Италии, Швейцарии и (в испанской версии «Una emoción para siempre») Испании. «9» оказался на первом месте в итальянском хит-параде альбомов, где оставался в течение 14 недель. Тиражом продаж 760.000, он стал самым продаваемым альбомом 2003 года в Италии.

## Об альбоме
Название альбома говорит о том, что это девятый студийный альбом, записанный исполнителем. Рамаццотти также говорил, что он выбрал такое название, потому что к данному числу, как в футболе, часто относится большое количество нападающих: число является метафорой, чтобы сказать слушателю о том, что в жизни нужно атаковать.
Ключевой темой некоторых песен является брак певца с моделью Мишелью Хунцикер, а именно — «Solo ieri» и «C'è una melodia».
На пресс-конференции, посвящённой презентации диска, Рамаццотти охарактеризовал альбом следующим образом:
Этот диск создавался в определенный период в моей жизни, это особенно заметно в текстах. Это, в какой-то степени, автобиографический альбом.Рамаццотти
Песня «Ti vorrei rivivere» напротив, относится к прежней истории любви Рамаццотти. В диск также вошла песня, посвящённая дочери исполнителя, Авроре. Песня «Canzone per lei» также посвящена всем отцам, которые хотят проводить больше времени со своими детьми.
Другая женская фигура, которая упоминается в альбоме — мать певца, Рафаэлла, которая умерла за год до выхода альбома. Ей посвящена песня «Mamara». Рамаццотти говорил, что он хотел вспомнить радостные моменты из жизни со своей матерью, и поэтому выбрал стиль «регги».
Два трека, «Un attimo di pace» и «Piccola pietra» — песни против войны, в частности, первая из них относится к войне сплетен и лжи.

## Список композиций
Авторы композиций — Эрос Рамаццотии, Аделио Кольиати и Клаудио Гвидетти (в неуказанных пунктах)
1. «Un attimo di pace» — 4:37;
2. «Solo ieri» — 4:11;
3. «Un’emozione per sempre» (Ramazzotti, Cogliati, Guidetti, Maurizio Fabrizio) — 3:57;
4. «Ti vorrei rivivere» — 4:30;
5. «Il buio ha i tuoi occhi» — 4:01;
6. «Un’ancora nel vento» 4:08;
7. «Piccola pietra» (Ramazzotti, Coglisti, Guidetti, Fabrizio) — 4:06;
8. «Mamarà» — 4:01;
9. «L’uomo che guardava le nuvole» — 3:42;
10. «Canzone per lei» (Ramazzotti, Cogliati, Guidetti, Fabrizio Lamberti) — 3:42;
11. «Non ti prometto niente» — 4:07;
12. «Falsa partenza» — 4:03;
13. «C'è una melodia» (Ramazzotti, Cogliati) — 2:22.

## Участники записи
- Джорджио Армани — дизайнер;
- Антонио Бальо — мастеринг;
- Лука Бигнарди — микширование, запись;
- Марко Борсатти — ассистент;
- Микеле Канова — аранжировка, клавишные, программирование, микширование;
- Винни Колайута — ударные;
- Макс Коста — клавишные, программирование;
- Паоло Коста — бас;
- Макро Агостино — микширование, ассистент;
- Фабрицио Ферри — фотограф;
- Альфредо Голино — барабаны;
- Изабель Гриффитс — скрипка;
- Claudio Guidetti — акустическая гитара, фортепиано, аранжировка, электрическая гитара, клавишные, орган, электрическое фортепиано;
- Майкл Ландау — акустическая гитара, электрическая гитара;
- Бруно Маласома — ассистент, запись;
- Джон Патерно — запись;
- Флора Сала — графический дизайн;
- Челсо Валли;
- Гевин Врайт.

## Хит-парады
| Страна     | Место |
| ---------- | ----- |
| Австрия    | 2     |
| Бельгия    | 3     |
| Дания      | 2     |
| Финляндия  | 9     |
| Франция    | 5     |
| Италия     | 1     |
| Нидерланды | 5     |
| Польша     | 18    |
| Португалия | 27    |
| Швеция     | 14    |
| Швейцария  | 1     |
| Венгрия    | 4     |
| США        | 30    |

| Место  | 1  | 1  | 1  | 1  | 1  | 1  | 1  | 1  | 1  | 1  | 1  | 1  | 1  | 1  | 2  | 3  | 5  | 3  | 4  | 3  | 5  | 7  | 7  |
| Неделя | 24 | 25 | 26 | 27 | 28 | 29 | 30 | 31 | 32 | 33 | 34 | 35 | 36 | 37 | 38 | 39 | 40 | 41 | 42 | 43 | 44 | 45 | 46 |
| Место  | 10 | 11 | 13 | 10 | 8  | 6  | 7  | 7  | 5  | 5  | 7  | 10 | 13 | 17 | 6  | 7  | 6  | 6  | 7  | 10 | 11 | 11 | 11 |
| Неделя | 47 | 48 | 49 | 50 | 51 | 52 | 53 | 54 | 55 | 56 | 57 | 58 | 59 | 60 | 61 | 62 | 63 | 64 | 65 | 66 | 67 | 68 | 69 |
| Место  | 13 | 15 | 17 | 18 | -  | 12 | 14 | 15 | 15 | 16 | 16 | 13 | 7  | 11 | 10 | 11 | 9  | 9  | 8  | 12 | 15 | 16 | -  |